# Деамия
Деамия (лат. Deamia) — род растений семейства Кактусовые (Cactaceae).

## Распространение
Естественный ареал рода охватывает Белиз, Коста-Рику, Сальвадор, Гватемалу, Гондурас, Мексику (южную часть страны, а также побережье Мексиканского залива), Никарагуа.

## Таксономия
Deamia Britton & Rose, первое упоминание в Cact. 2: 212 (1920).

### Виды
Подтвержденные виды по данным сайта World Flora Online на 2023 год:
- Deamia chontalensis (Alexander) Doweld
- Deamia montalvoae Cerén, J.Menjívar & S.Arias
- Deamia testudo (Karw. ex Zucc.) Britton & Rose